# Hrabstwo Pinellas
Pinellas – hrabstwo w stanie Floryda w USA. Populacja liczy 916 542 mieszkańców (stan według spisu z 2010 roku).
Powierzchnia hrabstwa to 1574 km² (w tym 849 km² stanowią wody). Gęstość zaludnienia wynosi 1246,19 osoby/km².

## Miejscowości
| - Belleair - Belleair Beach - Belleair Bluffs - Belleair Shore - Clearwater | - Dunedin - Gulfport - Indian Rocks Beach - Indian Shores - Kenneth City | - Largo - Madeira Beach - North Redington Beach - Oldsmar - Pinellas Park | - Redington Beach - Redington Shores - Safety Harbor - Seminole - South Pasadena | - St. Pete Beach - St. Petersburg - Tarpon Springs - Treasure Island |

## CDP
- Bardmoor
- Bay Pines
- Bear Creek
- East Lake
- Feather Sound
- Greenbriar
- Harbor Bluffs
- Lealman
- Palm Harbor
- Ridgecrest
- South Highpoint
- Tierra Verde
- West Lealman